# Merle Allin
Merle Colby Allin, Jr. (1 de septiembre de 1953) es un bajista de punk rock estadounidense. Es hermano mayor del controvertido cantante y compositor punk GG Allin. Merle ha tocado en múltiples grupos punk junto a su hermano, como «Malpractice», «The AIDS Brigade» y «The Murder Junkies».

## Trayectoria
Actualmente continúa con los Murder Junkies, la última banda de apoyo de su hermano, con el baterista original Donald ("Dino Sex") Sachs, y una alineación variada de miembros más jóvenes.
Allin también a aparecido en films como el documental sobre su hermano Hated: GG Allin And The Murder Junkies (1993) de la mano del futuro director de The Hangover (2009) y Joker (2019), Todd Phillips.

## Documental
En 2016, el director Sami Saif está trabajando en una película documental en la que las vidas de Merle Allin y su madre Arleta; posterior a la desaparición de su famoso hermano GG Allin.